# Eugeniusz Aniszczenko
Eugeniusz Aniszczenko (ur. 13 lipca 1913 w Łunińcu, zm. 29 stycznia 2002) – polski reżyser teatralny, aktor, publicysta oraz urzędnik.

## Życiorys
Absolwent Uniwersytetu Stefana Batorego w Wilnie, gdzie początkowo studiował filologię klasyczną, a następnie zmienił kierunek i w 1939 roku ukończył filozofię. Podczas studiów pisywał do "Kuriera Wileńskiego" jako krytyk. Po wybuchu II wojny światowej pozostał w mieście, uczestnicząc w zajęciach konspiracyjnego Studium Teatrologicznego, prowadzonego przez prof. Stefana Srebrnego oraz posiedzeniach Wileńskiego Towarzystwa Filozoficznego.
Po zakończeniu walk przeniósł się do Poznania, gdzie pracował w Wojewódzkim Wydziale Kultury i Sztuki, pełniąc funkcję kierownika Oddziału Literatury i Teatru oraz w Szczecinie na stanowisku Naczelnika Wydziału w tamtejszym w Wydziale Wojewódzkim i Prezydium Wojewódzkiej Rady Narodowej. Z teatrem związał się na dobre w 1948 roku, kiedy to został kierownikiem literackim Teatru Miejskiego (Państwowego) w Gnieźnie, którą to funkcję pełnił do 1950 roku. W kolejnych latach pracował w teatrze w Gnieźnie (dyrektor i kierownik literacki w latach 1957-1963, reżyser w latach 1979-1980). Teatrze im. Adama Mickiewicza w Częstochowie (kierownik literacki w latach 1954-1957) oraz Teatrze im. Wilama Horzycy w Toruniu (reżyser w latach 1973-1979). Ponadto reżyserował w teatrach w Opolu, Zabrzu, Zielonej Górze i Gdyni. Zajmował się również adaptacją i przekładami tekstów przedstawień oraz piosenek. W 1964 roku stworzył swoją jedyną kreację filmową - rolę dyrektora w obrazie "Wilczy bilet" (reż. Antoni Bohdziewicz).
W 1960 roku otrzymał Nagrodę Artystyczną wojewody poznańskiego w dziedzinie teatru za osiągnięcia w 1959 roku.
Jako filozof zajmował się twórczością Henryka Elzenberga - opublikował artykuł "Kulturalizm Henryka Elzenberga" (Zeszyty Literackie, 1996) oraz książkę "Myśl namiętna i zahamowana. Rzecz o Henryku Elzenbergu" (1997).